# Calocoris roseomaculatus

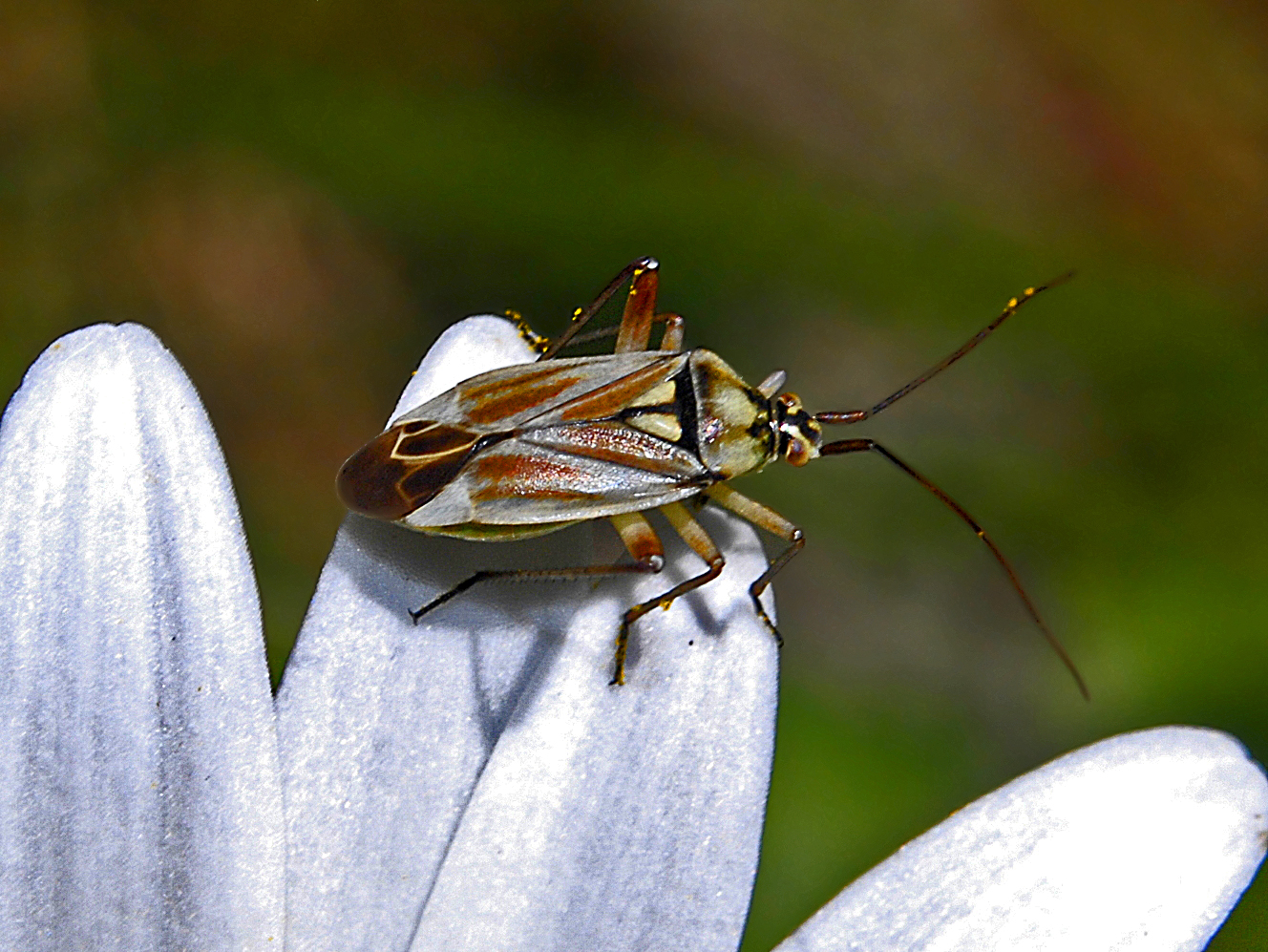
Calocoris roseomaculatus

Calocoris roseomaculatus, auch Rotgefleckte Schmuckwanze genannt, ist eine Wanzenart aus der Familie der Weichwanzen (Miridae).

## Merkmale
Die Wanzen werden 6,5 bis 8,0 Millimeter lang. Sie sind anhand ihrer charakteristischen rosafarbenen Flecken auf den Hemielytren leicht zu erkennen. Ihr Schildchen (Scutellum) ist durch eine dunkle Linie geteilt. Der Kopf, das Pronotum und die Beine können auch rosafarben getönt sein. Das zweite Glied der Fühler ist kürzer als das dritte und vierte zusammen. Die Art hat gewisse Ähnlichkeit mit Closterotomus norwegicus. Calocoris roseomaculatus ist sehr variabel, sodass unterschiedlich gefärbte Tiere früher teilweise als eigenständige Arten beschrieben wurden. Heute unterscheidet man mehrere Unterarten.

## Vorkommen und Lebensraum
Die Art ist in Europa und Asien verbreitet. In Mitteleuropa tritt nur die Unterart Calocoris roseomaculatus roseomaculatus auf, die in fast ganz Europa und dem westlichen Mittelmeerraum sowie östlich bis nach Russland und in die Ukraine vorkommt. Die Art ist in Deutschland weit verbreitet und in der Regel häufig, nur im Norddeutschen Tiefland ist sie nicht so häufig. In Österreich tritt sie auch nicht häufig auf.
Besiedelt werden sehr viele verschiedene Lebensräume von temperaturbegünstigten Kalk- und Sandlebensräumen bis zu Feuchtgebieten. Man findet sie sowohl an offenen, als auch schattigen Orten vom Flachland bis in montane Lagen. Bevorzugt lebt die Art jedoch an offenen, trockenwarmen Orten in höheren Lagen.

## Lebensweise
Die Wanzen sind offenbar polyphag und saugen an verschiedenen Pflanzenfamilien, sie bevorzugen jedoch Korbblütler (Asteraceae). So findet man sie vor allem an Chrysanthemen (Chrysanthemum), Schafgarben (Achillea), Kamillen (Matricaria), Wucherblumen (Tanacetum), Wasserdost (Eupatorium), Artemisia, Flockenblumen (Centaurea) und Habichtskräutern (Hieracium), aber auch an Hülsenfrüchtlern (Fabaceae). Besaugt werden Staubbeutel, Fruchtknoten und unreife Samen der Wirtspflanzen.

## Belege